# Gens Cecilia

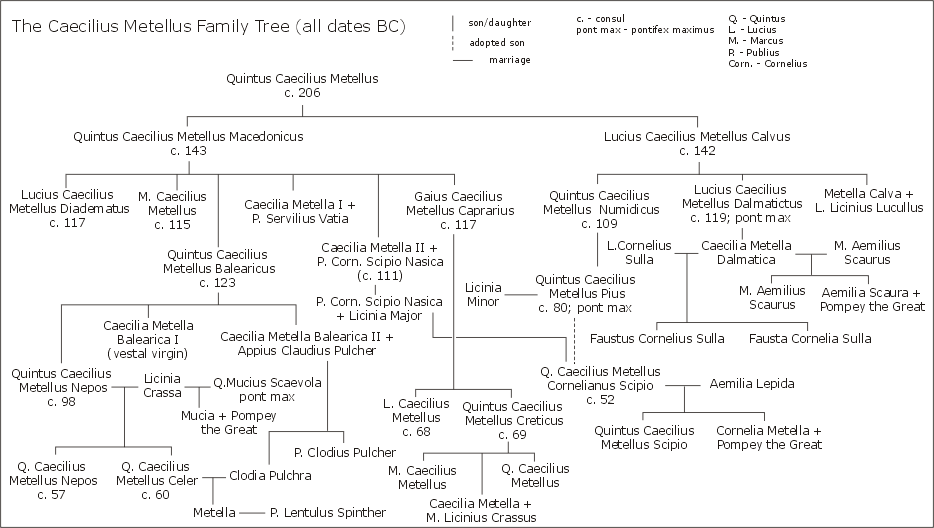
Árbol familiar de la Gens Cecilia.

Cecilia (en latín, Caecilia) fue una gens de Roma, de origen plebeyo. El primer miembro de la familia que obtuvo el consulado fue Lucio Cecilio Metelo Denter en 284 a. C. Por un tiempo fue una de las familias principales de la República Romana. Confeccionaron un árbol genealógico que los hacía descendientes de Caeculus fundador mítico de Praeneste, o de Caecas, compañero mítico de Eneas. Utilizaron los cognomina Baso (Bassus), Denter, Metelo (Metellus), Níger (Niger), Pinna, y Rufo (Rufus)
Personajes de la gens Caecilia sin ningún apellido especial fueron;
- Quinto Cecilio fue tribuno de la plebe en 439 a. C.
- Quinto Cecilio, caballero romano
- Quinto Cecilio, caballero romano
- Tito Cecilio, centurión